# Ponette
Ponette è un film del 1996 diretto da Jacques Doillon e interpretato, tra gli altri, da Victoire Thivisol e da Marie Trintignant.

## Riconoscimenti
- 1996 - Mostra internazionale d'arte cinematografica
  - Coppa Volpi per la migliore interpretazione femminile a Victoire Thivisol